# 神戸総合運動公園野球場
神戸総合運動公園野球場（こうべそうごううんどうこうえんやきゅうじょう）は、兵庫県神戸市須磨区緑台の神戸総合運動公園内にある野球場。
施設は神戸市が所有し、当野球場を準本拠地とするオリックス・バファローズの運営法人・オリックス野球クラブが、都市公園法に基づく管理許可制度により運営管理を行っている。
施設命名権（ネーミングライツ）により、2011年2月14日から呼称をほっともっとフィールド神戸（ほっともっとフィールドこうべ、Hotto Motto Field Kobe）としている（詳細は「#施設命名権」で後述）。

## 概要
1985年（昭和60年）のユニバーシアード神戸大会の開催会場として須磨区北部の丘陵地を切り開いて開発された神戸総合運動公園の敷地内（グリーンエキスポ'85の跡地）に1988年（昭和63年）に完成した。神戸市西郊の山林を切り開いた場所にあり、周囲を緑に囲まれた環境に立地している。完成当初の愛称はグリーンスタジアム神戸。開場当時は内野が土、外野が天然芝のフィールド（ファウルグラウンドの大部分は人工芝）を有し、のちに内野も天然芝となった。当時の公認野球規則の規定の広さを満たした球場は当球場と、熊本県営藤崎台球場、同年開場の東京ドームの3つしかなく、グラウンド面積では東京ドームを大幅に上回っていたため、「日本最大級の野球場」と謳われた。プロ野球の球場開きは、1988年3月12日オープン戦・阪神タイガース対阪急ブレーブス戦で、3万人が入場した（2-1で阪急が勝利）。
1989年からはプロ野球・パシフィック・リーグのオリックス・ブレーブスの準本拠地、1991年（平成3年）からはオリックス・ブルーウェーブの本拠地となる。2005年（平成17年）からはオリックス・バファローズの準本拠地となっている（2006年（平成18年）のみ本拠地）。また日本国内の他の野球場に先駆け、2003年（平成15年）から施設命名権を導入している。
丘陵地に造成したスタジアムであるため、スタンドへの出入りは手荷物検査のゲートを抜けたあと一旦スロープを上り、内野・外野ともに最上段から（但し内野上層スタンドへは更にそこから階段を上る）フィールドに向かって下りる形になっている。フィールドに近い座席に向かうため上段から下りる形となっているのは、同じく丘陵地に建つ西武ドームと同じ構造である。
開放的な設計でグラウンド全体が見渡しやすい客席、美しい総天然芝のグラウンドを備えており、広告も少なく、好きな球場ランキングで何度も一位に輝いている。地下鉄の最寄駅がすぐ目の前にあり、また高速道路のインターチェンジにも近い上に、運動公園も駐車場の収容台数を多数確保しているなど道路交通アクセスの面では比較的便利な反面、中心市街地からは遠いため足が向きにくいという側面もある。加えて、完成から35年以上が経過しており、スタンドではシートの塗装がところどころ剥げていたり、トイレの個室が和式主体のままであったため時代にそぐわなくなったなど所々で設備が陳腐化している面もある。そのため、球場の土地所有者である神戸市が、楽天ふるさと納税クラウドファンディングを利用し、施設改善のための建設費を市民（神戸市内在住者対象外）から募集し、返礼品に有馬温泉の宿泊券、神戸牛、神戸市内に工場がある麒麟麦酒のキリン一番搾りなどを用意した。2023年10月20日から募集を開始し、目標6000万円を掲げたがそれは同12月6日に達成、最終的には1億7000万円余を集めた。トイレの個室の大部分が洋式とされたほか、今後は観覧席やブルペン・ベンチなどの施設改善に充当する。
現在は、オリックスまたは阪神（二軍）の公式戦において、「花火ナイト」として、5回裏終了後のグラウンド整備中、または週末の薄暮ゲームの試合終了後にグラウンド（外野の芝生部分）にも観客を入れて数千発もの花火を打ち上げるなど、屋内球場である京セラドーム大阪や住宅地のそばにある甲子園球場では出来ないイベントを行っている。なお、花火は球場の東側にある展望台のそばから打ち上げるため、ホームベースから三塁側にかけての座席によっては見にくいこともある。

## 沿革
- 1988年（昭和63年）
  - 3月6日 - 球場が完成。愛称は「グリーンスタジアム神戸」（グリーンスタジアムこうべ、GREEN STADIUM KOBE）。
  - 3月12日 - プロ野球初試合となる阪神タイガース対阪急ブレーブスのオープン戦が行われる（後年と異なり阪神主催）。
  - 5月10日 - プロ野球初公式戦、阪急ブレーブス対南海ホークス戦が行われる。
- 1989年 - 阪急ブレーブス改めオリックス・ブレーブスが準本拠地として使用。
- 1990年 - 社会人野球日本選手権大会開催（1996年まで）
- 1991年（平成3年） - オリックス・ブレーブスからオリックス・ブルーウェーブへの改称と同時に、本拠地（専用球場）を阪急西宮球場から当球場に変更。
- 1993年（平成5年） - オールスターゲーム開催。
- 1995年（平成7年） - 阪神・淡路大震災が発生、一時はオリックスの試合開催が危ぶまれたが、「がんばろうKOBE」の合言葉のもと、当球場でペナントレースが実施された。オリックスが当球場移転後初のリーグ優勝。球場初の日本シリーズ開催。
- 1996年（平成8年） - 前年に続き日本シリーズを開催。オリックスにとって、リーグ・シリーズともに胴上げの舞台となる。
- 2000年（平成12年） - ボールパーク構想に基づく第1弾の改装実施。内野に天然芝を張り付け、分煙化も図られた。オールスターゲーム開催。
- 2001年（平成13年） - スコアボード左側（選手表示部）のフリーボードへの変更、内野金網フェンスの引き下げ、内野1階席の更新を実施。
- 2002年（平成14年） - 球場の管理運営権が神戸市からオリックス球団に委譲される。
- 2003年（平成15年） - 日本の野球場として初めて施設命名権（ネーミングライツ）を導入。ソフトバンクが命名権を取得し、呼称を「Yahoo! BBスタジアム（ヤフービービースタジアム、Yahoo! BB STADIUM）」に改称。ボールパーク構想で最大規模となる改装が行われ、赤土の導入、ファウルエリアの人工芝撤去、天然芝の植栽パターン変更、内野2階席の更新、外野フェンスの引き下げ、フィールドシートの導入などを実施した。
- 2004年（平成16年） - ソフトバンクの福岡ダイエーホークス球団買収決定に伴い、命名権契約終了。それに伴い、呼称を一時的に「神戸球場」（こうべきゅうじょう）とした。
- 2005年（平成17年） - ソフトバンクに替わる命名権契約先がスカイマークエアラインズ（現スカイマーク）に決定し、「スカイマークスタジアム」（SKY MARK STADIUM）に改称された。大阪近鉄バファローズとの球団統合に伴い球団愛称もオリックス・バファローズへ改称し、本拠地を大阪ドームへ移転。準本拠地に降格となった。
- 2006年（平成18年） - 大阪ドームを運営していた当時の第三セクター「大阪シティドーム」が会社更生法の適用を受けたことに伴い、同年シーズンはオリックスが再び当球場を本拠地とする。
- 2007年（平成19年） - 再びオリックスの準本拠地に降格する。
- 2008年（平成20年） - スカイマークの命名権契約を更新。
- 2011年（平成23年） - スカイマークの命名権契約期間満了。契約非更新に伴い、外食産業大手のプレナスと新たに命名権契約を締結、同社で展開する持ち帰り弁当チェーン店の「ほっともっと」を冠し「ほっともっとフィールド神戸」と改称した。
- 2015年（平成27年） - プレナスの命名権契約を更新、スコアボードの左側大型映像装置が更新された。
- 2021年（令和3年） - 25年ぶりでオリックス・バファローズに改称されて以降初の日本シリーズを開催。
- 2023年（令和5年） - 神戸市が10月20日から、観戦環境や利用環境の向上を目的とした楽天ふるさと納税によるクラウドファンディングを開始。およそ1か月で目標の6000万円を達成した。[4]

## 使用実績

### プロ野球

#### 阪急・オリックス
球場開設初年度である1988年（昭和63年）に、当時オリックスの前身球団であった阪急ブレーブスが、当球場で初の公式戦となる対南海ホークス（のち福岡ダイエーホークス、現・福岡ソフトバンクホークス）戦1試合を開催した。のち阪急の親会社がオリックスとなりオリックス・ブレーブスとして活動した1989年（平成元年）から1990年（平成2年）の2年間は準本拠地として使用された。うち1989年は福岡ダイエーホークス戦の全13試合（ただし2試合が雨天中止となり、阪急西宮球場で振替開催）とほか3試合の日程を当球場で編成し、1990年はダイエー戦を中心にその他4球団（日本ハム・西武・ロッテ・近鉄）とのカードも編成して、13試合を開催した。対戦相手がダイエーに偏ったのは、1988年秋に三和銀行（現三菱UFJ銀行）による仲介でダイエーが南海ホークスを買収した際にダイエー側が当球場に本拠地を移転させる構想があったためである。これはダイエーの創業者中内㓛が神戸市の出身であり、生まれ故郷に恩返しをしたいという強い意向があったことによるものであるが、兵庫県を保護地域とする阪神とオリックスの2球団から承諾を得ることができず、断念した経緯にオリックス側が配慮したためである。
1991年（平成3年）から、オリックスは既に老朽化が進んでおり観客動員数が伸び悩んでいた阪急西宮球場から完全移転し、球団愛称もブレーブスから「ブルーウェーブ」に改称した。1994年（平成6年）にはイチローが日本プロ野球史上初のシーズン200安打を達成、続く1995年（平成7年）からは阪神・淡路大震災からの復興を願い、「がんばろうKOBE」をスローガンに掲げたオリックスがパ・リーグ2連覇を成し遂げ、1996年（平成8年）には巨人を下して日本一に輝いた。これらのことから本拠地である当球場も知名度を上げ、観客動員数も球団新記録を記録した。
その後はチームの低迷に加えイチローのMLB移籍もあり観客動員数が低迷し出したことから、経営立て直しのため2005年（平成17年）に大阪近鉄バファローズと球団合併することになった。合併に際し、2005年から3年間は暫定措置として阪神と共に兵庫県と大阪府の2府県を保護地域とする「ダブルフランチャイズ制」が執られた。ただし、主催試合の半分以上と日本シリーズを行う専用球場は一か所にすることになり、大阪ドーム（京セラドーム大阪）をオリックスは選択した。2005年にオリックスは当球場を準本拠地として、主催全68試合のうち32試合（ほか大阪ドーム34試合、東京ドーム2試合）を開催した。オリックスの当初の方針ではダブルフランチャイズ制の3年間のうちに徐々に当球場の試合開催を減らし、2008年（平成20年）には10試合以下の開催にする予定であったが、2005年10月に大阪ドームを運営する第三セクター「大阪シティドーム」が会社更生法を申請し、事実上経営破綻したため、2006年（平成18年）は専用球場を当球場に変更。野球協約における上限数である主催試合の半分、34試合（大阪ドームでも34試合）を当球場で開催した。これはシリーズ期間中に大阪ドームを確保できない可能性があることを考慮しての措置である。その後大阪シティドームの会社更生手続きが進捗し、大阪ドームの施設はオリックスグループ傘下のオリックスリアルエステートが買収することになり、2007年（平成19年）は専用球場を大阪ドームに戻し当球場での開催が22試合にまで削減された（大阪ドームは同年途中からネーミングライツを導入し以降は「京セラドーム大阪」と呼称している）。
暫定措置が終了した2008年（平成20年）からはオリックスが大阪府、阪神が兵庫県をそれぞれ保護地域としたため、当球場は専用球場として指定されることはなくなったが、オリックスは京セラドーム大阪での観客動員数の伸び悩みなどから同年以降も神戸での試合開催数を20試合程度確保する方針を打ち出し、また阪神も京セラドーム大阪で主催公式戦を開催していることからこれに協力する姿勢をとった。両球団は2008年以降、試合日程や開催数などについて折衝を行った上で、書面による同意を交わしている。オリックスは2008年から2010年（平成22年）は22試合を当球場での開催としたが、2009年（平成21年）と2010年は1試合が雨天中止となり京セラドーム大阪でのゲームに振り替えられている。2011年（平成23年）からは京セラドーム大阪での試合数を強化する方針から、これまで必ず行われていた阪神戦と巨人戦（いずれもセ・パ交流戦）が削減されて15試合にまで削減された。2012年（平成24年）以降も引き続き15試合が実施されたが、雨天中止となった場合の代替開催は、予めほっともっと神戸での予備日が設定されている試合を除いて、原則として従来通り京セラドーム大阪に振り替えられた。
なお、オリックス球団は当球場の準本拠地降格以降も引き続き、都市公園法の管理許可制度の下で運営管理業務を行っており、2016年まで一軍の試合がない日の練習は主に当球場で行っていた。また、ブルーウェーブ時代に置いていた球団事務所は機能の大半を大阪市（当初は北区堂島、現在は京セラドーム大阪内）に移したものの、2016年までは選手寮が近くにあった（のち大阪市内に移転、閉鎖）こともあり契約更改などで利用されていた。一方、2017年（平成29年）においては、試合数は前年までと変わらず15試合が実施されたが、週末（土曜日・日曜日）の開催は大幅に削減され土曜日の2試合のみとなった（いずれもデーゲーム、試合終了後に花火大会を実施）。2018年（平成30年）は週末の開催が再び増やされたものの試合数は13試合に削減され、2019年は更に削減され11試合とされた。2020年は新型コロナウイルス感染予防対策の影響で開幕が6月までずれ込み、更に開幕後も長距離移動削減の一環で日程の大幅変更が行われ更に数を減らし3試合のみ開催された。2021年以降は毎年8試合（コロナ禍前に発表された2020年の当初予定と同数）が組まれている。
2024年まで上記の通り、年間8試合が組まれていたが2025年に6試合に削減された。
オリックスが登記上の本拠としていた時代には、週末に一軍のデーゲームの試合を終えた後、二軍の試合を薄暮開催する「親子ダブルヘッダー」をしたことも多数あった。
ナイトゲームで行われる場合、原則として5回の攻撃終了後（試合日によっては7回裏終了後）に花火大会「花火ナイト」が実施され、通常300発の花火が打ち上がる。2016年5月28日の対西武戦では、15時開始の薄暮デーゲームとして開催し、その試合終了後の19:30から「紅紅presents　Bs大花火大会」を開催し、通常の10倍に当たる3000発が打ち上がったほか、外野フィールドを開放し観客を入れた（ただし試合チケットとのセット購入が前提）。2017年も前年同様、プロ野球公式戦試合終了後に大花火大会を6月24日（3000発）と7月8日（2000発）に開催。2018年は7月7日に予定されたが、集中豪雨のため試合中止。2019年には5月11日（3000発）に開催。2020年と2021年は新型コロナウィルスの感染拡大の影響から開催されなかった。2022年には「大花火大会」として7月10日に16時開始の薄暮ゲームを行った後に、花火観戦チケット購入者を外野フィールド内に入れて2000発の花火を打ち上げた。2023年も7月23日に、同じく16時開始の薄暮ゲームを行った後に2000発の花火を打ち上げた（当日は満員御礼となった）。なお、二軍公式戦においても、5回裏終了後に花火を打ち上げる花火ナイターを実施している。ただ、夏季は薄暮ゲームでも日没までは気温が高く観戦しづらい環境となっていたため、2025年は6月1日の開催とした。
オリックスは登記上の本拠地を京セラドームに一本化した後の2021年に日本シリーズに進出したが、この年のレギュラーシーズンは東京オリンピック期間中の試合中断に加え新型コロナウイルスの影響により更に日程が繰り下がった結果、日本シリーズの日程が当初より1週間遅れとなり、第6・7戦（パ・リーグ本拠地開催）が行われる予定の11月27・28日は京セラドームでAAAによる音楽のコンサートが興行されることから使用不可となり、第6・7戦はほっともっと神戸で開催されることが決まった。結果として第6戦までもつれることになり25年ぶりに同球場で日本シリーズの試合が行われることとなった。
オリックスが神戸に本拠地を移転するのに当たって、長期的な計画として神戸港貨物駅の跡地（現・みなとのもり公園）にドーム球場を建設し、グリーンスタジアムからさらに移転するという案も存在したが、用地の扱いを巡ってオリックスとJR貨物の間で対立した（オリックスは買収、JR貨物は賃貸借契約を主張した）ため、このドーム球場計画は頓挫した。

#### 阪神
本拠地の阪神甲子園球場では8月に全国高等学校野球選手権大会が行われる関係から、開場から数年間は毎年8月の長期ロード期間中に1 - 3試合を開催していた。1994年（平成6年）まで行われたが、当時はオリックスの本拠地であったこともありその後の2年間は阪急西宮スタジアムで、また1997年以降は新たに開場した大阪ドームでそれぞれ開催しており、2007年まで主催試合は開催されなかった。
しかしオリックスの大阪ドームへの本拠地一本化の方針を受け、兵庫県と神戸市は「バファローズ一辺倒というわけにはいかない」として他球団の主催試合誘致を検討し、その一環として阪神に対し「スカイマークスタジアムで年間数試合の公式戦を開催してほしい」とする要望書を2006年（平成18年）に提出した。阪神・牧田球団社長もこれに協力する意向を明らかにした。折りしも甲子園球場は2007年（平成19年）オフから3期にわたって改修工事が予定されており、各年（2007年（平成19年） - 2009年（平成21年））の10月1日から翌年3月中旬まで甲子園が使用出来なくなることから、阪神は同月以降の主催試合を当球場で代替開催すべく市と交渉を行い、その結果第1期工事が開始される2007年（平成19年）10月以降に行われる公式戦の雨天順延分とクライマックスシリーズ（CS）、さらに翌2008年シーズン前の春季非公式試合（オープン戦）の一部が当球場で行われることが決まった。
これに先立ち、2007年（平成19年）にもオープン戦の対日本ハム戦が行われた（阪神が神戸で主催オープン戦を開催するのは1990年（平成2年）以来17年ぶり）。ただ、同年シーズン終盤にオリックスの3位以下が早々に確定したため、雨天順延を避けるためにセ・リーグと阪神はCS第1ステージの主催球場を京セラドーム大阪に変更した（第2ステージは変更なし）。結局阪神はリーグ3位となり、主催公式戦も9月29日に全日程を終了したため、公式戦で使用されることはなかった。オープン戦は、2008年（平成20年）にも予定通り開催された。
第2期工事期間中に関しては雨天順延分とオープン戦（2009年春季）での使用は決まったものの、2008年のCSは京セラドーム大阪を優先することになった。オリックスが優勝した場合のみ、パのCS第2ステージの日程に、セのCS第1ステージの全部およびCS第2ステージの一部の日程が重なるため、京セラドームの優先権がオリックスにあることから、重なる日程のみセのCSを当球場で開催される可能性もあったが、オリックスは2位だったため日程に影響はなく当球場では行われなかった。2008年（平成20年）9月30日に、甲子園で行われる予定だった阪神主催最終戦の対中日戦が雨天中止となり、同年10月12日に代替試合が当球場で行われた。
第3期工事期間中に関しては、工事予定の変更で甲子園での開催が可能になったため、2009年の公式戦の開催はなかった。
2010年（平成22年）9月7日・8日の2日間、2年ぶり（雨天中止の代替試合ではなく当初からの開催予定として組まれたものとしては16年ぶり）に公式戦が開催された。2011年（平成23年）は5月10日に広島戦が予定されたが雨天中止（代替試合は甲子園で開催）となった。
2012年は4月17日にヤクルト戦が開催されたが、これをもって再び撤退しており、2013年以降はオープン戦も含めて開催実績はない。
なお、二軍（ウエスタン・リーグ）においては2022年から2024年まで年1カードの公式戦を組んでおり、2022年8月21日、2023年8月29日 - 31日（いずれも対中日）、2024年8月23日 - 25日（対ソフトバンク）にて公式戦が開催され、うち2023年8月29日・30日と2024年の3連戦については5回裏に花火を打ち上げる「花火ナイター」として開催した。2025年は組まれておらず、オリックス主催のビジターで1カードあるのみ。

#### 巨人
2007年（平成19年）に読売ジャイアンツ主催公式戦（対広島戦）が行われた。かつては、兵庫県明石市で春季キャンプを行っていた巨人が兵庫県内で主催公式戦を行うのは、1952年（昭和27年）にプロ野球にフランチャイズ制度が制定されてからは初めてのことであった。2013年も1試合（対DeNA戦）を開催した。2020年には新型コロナウイルス感染防止対策による長距離移動削減のため、7月10日からヤクルトとの3連戦が行われた（初日10日は降雨中止）。

#### 楽天
2011年（平成23年）は東北楽天ゴールデンイーグルスが東日本大震災の影響で本拠地球場である宮城球場（当時の愛称は「日本製紙クリネックススタジアム宮城」）での開催が4月28日まで出来なくなったため、4月22日 - 24日の主催公式戦（対日本ハム戦）が当球場で代替開催された。ただ、当初宮城ではデーゲームとして予定されていたが、大学野球の日程と重なったため3日間とも18時30分開始のナイターとなった。2012年は練習試合対西武戦で、2013年はオープン戦対ロッテでそれぞれ使用したが、2014年以降は開催していない。なお、オーナーである三木谷浩史は神戸市出身であり、既に保有しているサッカーチームヴィッセル神戸の地元という縁もあったため、2004年に発生したプロ野球再編問題では、新球団の本拠地を当球場とする意向を持っていた。

#### ヤクルト
2014年（平成26年）3月13日に東京ヤクルトスワローズ主催のオープン戦を1試合（対DeNA戦）開催予定だったが、降雨中止となった。

#### オールスターゲーム
1988年3月6日に開場してからオールスターゲームが開催されたのは1993年の第2戦と2000年の第2戦の2回だけで2001年以降は開催されていない。

### 独立リーグ
2009年（平成21年）に発足した関西独立リーグの神戸9クルーズが、初年度より本拠地球場として使用していた。なお、後述のサブグラウンドでも公式戦を実施していた。
また、2010年に発足した日本女子プロ野球機構の愛知ディオーネも、2017年までは「兵庫ディオーネ」（発足時は「兵庫スイングスマイリーズ」）を名乗っており、当時は本球場を本拠地の一つとしていた。

### アマチュア
全国高等学校野球選手権兵庫大会や関西六大学野球連盟、関西学生野球連盟などの一部の試合が行われている。全国高等学校野球選手権兵庫大会の決勝戦は長らく兵庫県立明石公園第一野球場で行われていたが、同球場の老朽化などもあり、現在は当球場で決勝戦が行われている（記念大会で東兵庫・西兵庫と分かれる年も、日程をずらして、いずれも決勝戦を行っている）。
1989年に神戸市制100年を記念して全日本大学野球選手権大会が開催された他、2023年には大阪市長盃争奪関西地区選手権が開催された。1991年から1996年までは社会人野球日本選手権大会も開催されていた。1997年完成の大阪ドームに会場が移転したが、2021年はNPBのレギュラーシーズン中に開催される関係で、当球場において1回戦16試合が開催された。2024年には、侍ジャパンU-18壮行試合 高校日本代表 対 大学日本代表が開催された。2006年には世界身体障害者野球大会が開催された。

### 野球以外のイベント
阪神間には当球場以外にもアクセスが良く様々なイベントに対応できる会場が複数存在することに加え、フィールド全体がほぼ天然芝であり芝生の育成に影響を及ぼすことから、阪神甲子園球場と同様、野球以外の大規模イベントの開催は少ない。

#### コンサート
コンサートは2012年、2013年にNEWSが、2014年にポルノグラフィティが、2017年にはSOL（BIGBANG）が開催している。
2016年には、前年まで阪神甲子園球場で25年連続してコンサートを行っていたTUBEが、当球場に場所を移して開催した。

#### その他イベント
2012年6月30日にはAKB48の握手会が行われたが、ミニステージや客席などに行った芝生の養生を握手会の列には行わなかったため外野の天然芝が列の通りに禿げてしまい、芝生の張替えを行わなければならなくなった。そのため、翌7月14日・15日のオリックス・バファローズ対埼玉西武ライオンズ戦では、芝生が禿げたままの状態で試合が行われた。
2015年7月11日・12日にはSCRAP主催の体感型謎解きイベントであるリアル脱出ゲーム『ONE PIECE・頂上戦争からの脱出』神戸公演が行われた。
ほかに、山間部の立地であることを活かして、ナイターの試合終了後にフィールドを開放して、芝生の上にテントを張って家族でキャンプができるイベントなども実施した。

## 施設命名権
施設命名権による呼称の変遷
- Yahoo! BBスタジアム（2003年4月1日 - 2004年12月21日）
- スカイマークスタジアム（2005年2月14日 - 2011年2月13日）
- ほっともっとフィールド神戸（2011年2月14日 - ）

※命名権導入後も、神戸市の条例上の施設名称は「神戸総合運動公園野球場」を維持している。

### 命名権導入以前
当球場が1988年に竣工した当初、愛称としてグリーンスタジアム神戸、通称名として神戸球場がそれぞれ命名され、メインスタンドにそれぞれ銘板が取付られた。また新聞・テレビなどのマスメディアでは「グリーンスタジアム」をイニシャル化した「GS神戸」という略称表記が用いられていた。当時、野球場に愛称を命名する例は北海道旭川市のスタルヒン球場など、まだ数少なかった（当時はスタルヒン球場が正式名称）。

### Yahoo! BBスタジアム
しかし当球場を所有する神戸市は2002年（平成14年）9月、財政難による収支不足と球場施設の運営・維持管理費用を賄うことを目的に、日本の野球場として初めて施設命名権（ネーミングライツ）を導入する方針を固め、2003年（平成15年）3月7日から3月14日までの間、売却先の公募を実施。その結果ソフトバンク1社のみが応募し、市の審査を経てスポンサー企業に決定した。ソフトバンクは売却元としてインターネットプロバイダ「Yahoo! BB」を運営するソフトバンクBB、インターネットポータルサイト「Yahoo! JAPAN」を運営するヤフーのグループ傘下2社を指定し、契約期間は同年4月1日から2005年（平成17年）3月31日までの2年間、契約金額は総額2億円で、呼称は前者のブランド名に因む「Yahoo! BBスタジアム」に決定し、契約発効前日の3月31日に開催されたパ・リーグ公式戦・オリックス対西武ライオンズ1回戦から採用された。ただし「Yahoo! BB」は商標や商品・サービスの名称に該当するため、NHKのニュース・野球中継等では社名のみを冠した「ヤフースタジアム」という表現が用いられた。
だがソフトバンクが2004年（平成16年）秋、ダイエーから福岡ダイエーホークス（現福岡ソフトバンクホークス）の球団株式と興行権を買収することが決定。神戸市はソフトバンク側に当球場の命名権契約を更新する意思がないことを同年末までに確認した。その後のヤフーは2019年まで、福岡ソフトバンクホークスの本拠地である福岡ドームの命名権を取得することになる（「福岡Yahoo! JAPANドーム」（2005年-2012年）→「福岡 ヤフオク!ドーム」（2013年-2019年））。
これを受けて神戸市は、次期売却先の公募に向けた準備作業を開始した。混乱を避けるため契約期間を残しながらも2004年（平成16年）12月21日からは「神戸球場」を暫定名として使用する措置を取った。

### スカイマークスタジアム
神戸市は2005年（平成17年）2月2日から2月8日までの間、売却先の公募を実施した結果、新興航空会社のスカイマークエアラインズ（現スカイマーク）、人材派遣や介護事業などを手掛けていたグッドウィル・グループ（現テクノプロ・ホールディングス）、平成電電（のちに経営破綻し現存せず）の3社が応募した。神戸市・オリックス野球クラブによる審査の結果、売却先はスカイマークに決定し、2月10日付で発表された。契約期間は2月14日から3年間、契約金額は総額2億円で、呼称は「スカイマークスタジアム」に決定した。当時スカイマークは2006年（平成18年）に開港予定だった神戸空港を関西エリアの拠点としたい意向を持っており、知名度向上や利用客の拡大などを狙っていた。また当時オリックスは近鉄と球団を統合し、2007年（平成19年）シーズンまでの3年間は暫定的に当球場と大阪ドームとの複保護地域制（ダブルフランチャイズ）を採り、年間の主催公式戦を各々半数ずつ開催する方針が決まっていた。この暫定措置が終了した2008年（平成20年）2月、スカイマークは前契約と同条件の3年間・総額2億円で2期目の契約を更新したが、暫定措置終了に伴ってプロ野球の開催試合数が減少することなどから、プロ野球の試合数に連動して契約額が変額する付帯事項が取り決められた。
こうしてスカイマークは計6シーズンにわたって当球場の命名権スポンサーとなっていたが、2期目の契約更新期限の2010年（平成22年）11月1日までに、次期契約を更新しない意向を神戸市・オリックス球団側に伝えた。スカイマークの広報担当者は「神戸での認知度アップという目的は果たした」と説明した。

### ほっともっとフィールド神戸

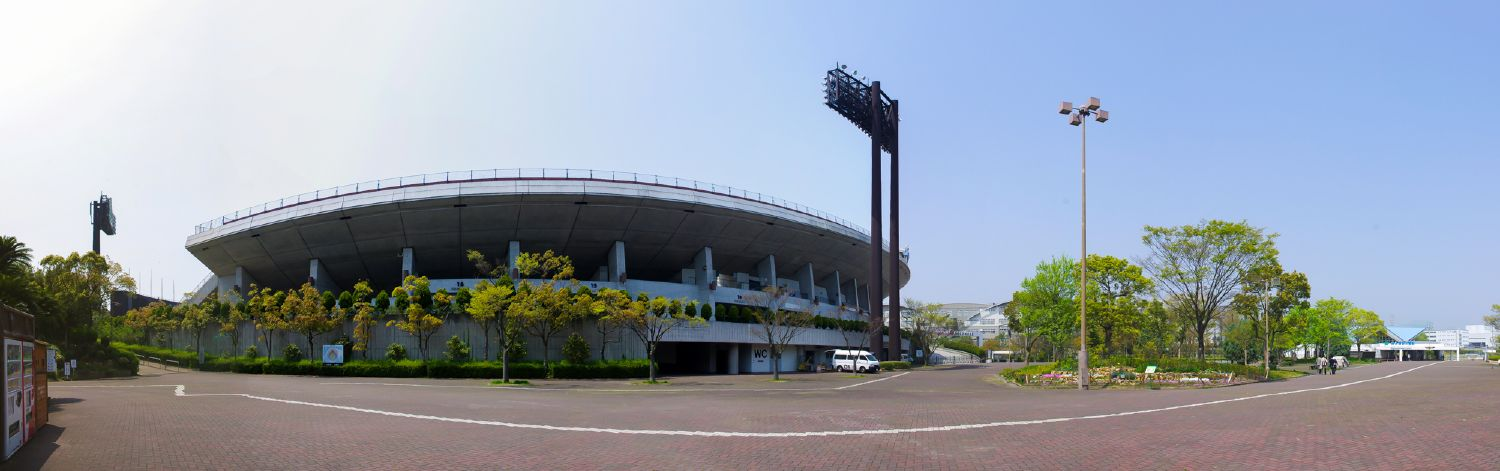
ほっともっとフィールド神戸外観。画像右端には最寄り駅の総合運動公園駅がある。

スカイマークの契約更新見送りに伴い、神戸市は次期契約先の公募に向けた準備作業に着手。なおこの際は暫定名を設けず正式名称の「神戸総合運動公園野球場」を使用している。2011年（平成23年）1月11日に売却先公募の募集要項を発表した。1月14日から1月24日までを募集期間とし、契約期間4年以上、契約金額年間3000万円以上で、球場名に「神戸」または「KOBE」を入れることを応募の条件とした。その結果、持ち帰り弁当店チェーン「ほっともっと」や定食店チェーン「やよい軒」などを運営する外食産業大手のプレナス、カー用品店チェーン「オートバックス」のFC店などを運営するG-7ホールディングス（のちにサブ球場の命名権を取得）の2社が応募した。
市とオリックス球団による審査と、市民代表などによる最終審査を経た結果、売却先はプレナスに決定し2月7日付で発表された。契約期間は同年2月14日から4年間、契約金額は年額3500万円で、呼称は「ほっともっと」の店舗ブランド名を冠した「ほっともっとフィールド神戸」に決定。施設命名権導入以降では初めて呼称に「神戸」が復活した。G-7の提示額が下限の年額3000万円だったのに対し、プレナスの提示額はこれを上回った。同社コミュニケーション室の広報担当者は「総天然芝の美しい景観を持つ球場を『フィールド』と表現し、神戸市民にとって、ほっとする場所、熱く盛り上がれる場所となれるよう願って命名しました」と呼称のコンセプトを説明し、オリックス球団との共同企画についても「具体的なことはまだ考えていませんが、いろんな可能性を検討していきたいと思います」と意向を示した。2015年には契約を4年間で更新したが、契約金額については未公表である。その後2019年に契約を4年間更新。契約金額については年間約3400万円。
なお公式な略称表記は神戸市・プレナスとも公表していないが、新聞のスコアテーブル等では「ほっと神戸」などの略称が用いられている。

## ボールパーク構想

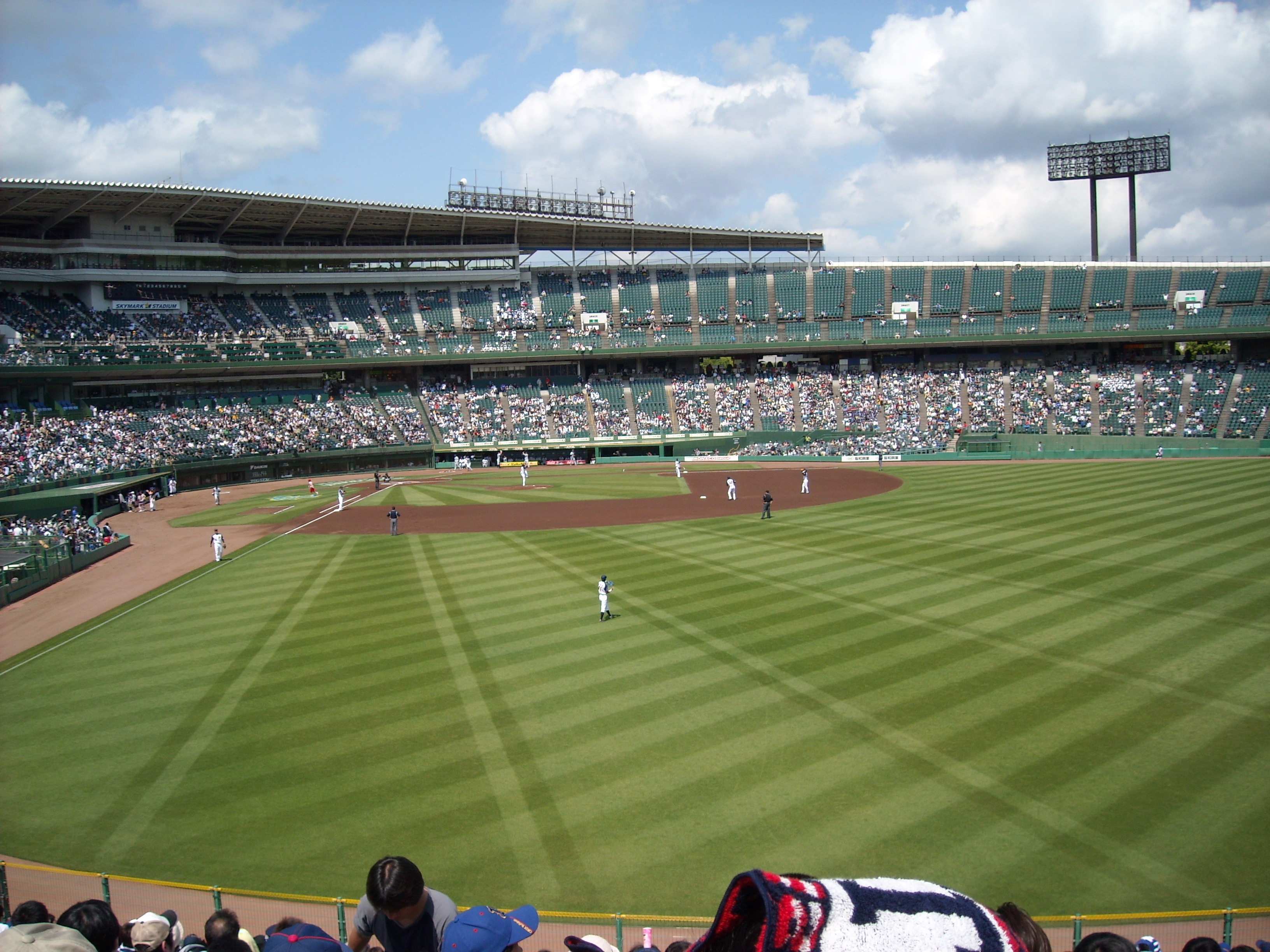
スカイマークスタジアム（2009年（平成21年）5月31日撮影）

オリックスの本拠地となった1991年以降、他のプロ野球本拠地球場に先駆けて、メジャーリーグ風の演出や球場設計を行った球場として知られる。
1991年には日本のプロスポーツ界で初めて、ウグイス嬢ではなくスタジアムDJを導入。初代はDJ KIMURAが担当し、オリックス球団職員だった大前一樹と共に「スタジアムDJ」のスタイルを作り上げた。
1999年から球場長をはじめオリックス球団関係者が何度もアメリカの球場を視察し、メジャーの球場を手本にした「ボールパーク構想」を打ち出した。この取り組みは後に高く評価され、日本の球場設計や野球ファンの意識にも様々な影響を与えることになった。まず、2000年（平成12年）に第1弾の改装が行なわれ、アメリカの球場のように内野にも天然芝が張られた。また、スタンドの分煙化と「ホームランイリュージョン」と称した演出を開始。これは、ブルーウェーブの選手が本塁打を放つとバックスクリーンから炎が立ち上る演出である。さらに2001年、スコアボード左側をフリーボードに変更し、内野1階席の椅子を外野席と同じ深緑色に統一。内野の金網フェンスの高さを1m80cmから80cmに変更し、ファンにグラブ持参を呼びかけるキャンペーンを実施した。
2002年には、球場の管理運営権が神戸市からオリックス球団に委譲された。球場内の売店をリニューアルし、アメリカ直輸入のホットドッグ、イタリアや中国料理の専門店などがオープンした。
2003年には、最大規模となる総工費約3億3000万円をかけた改装が行われ、内野の黒土部分とファウルゾーンの人工芝部分が全てアンツーカーをベースにした赤土で統一された。内野2階席の椅子を外野席・内野1階席と同じ深緑色に統一。外野スタンドの金網フェンスも2m15cmから1m40cmに引き下げた。また、日本の野球場としては初めての試みとして、約600席のフィールドシートを元々ブルペンがあったダッグアウトの隣に設置した。危険防止のため、可動式の透明アクリルカバーが全席に設けられている。このカバーは、当初取り付け予定にはなかったが、球場内で起きた事故は球団の責任となるため急遽設置された。フィールドシート設置にあたって、球団職員の田中浩一が設計・施工に参加した。「フィールドシート」の命名も彼により考えられ、現在は他球場でも使用されている。この改修によりファウルグラウンドは縮小され、ブルペンはファウルポール際に移設された。

## 球場データ
- 収容人数：35,000人
- 内野：クレー舗装及び天然芝、外野：天然芝

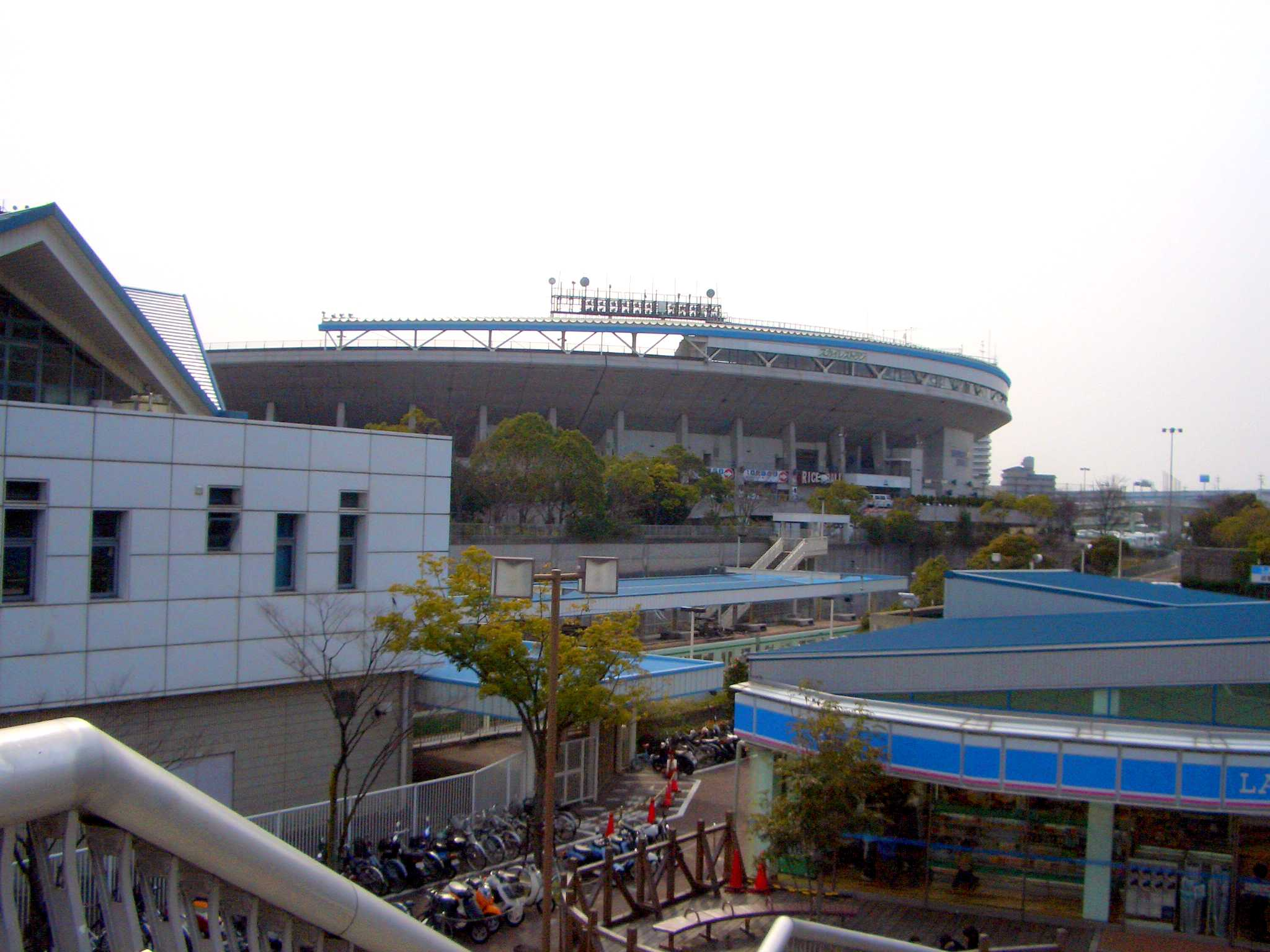
総合運動公園駅ごしに神戸総合運動公園野球場をのぞむ

  - 毎年年末年始にかけて外野部分に新年の干支にちなんだ芝生のペインティングを実施している。
  - 芝生の管理・育成やグラウンドの整備は、グリーンシステム株式会社 が担当。
- 両翼：99.1m（325 ft）、中堅：122m（400 ft）、左右中間：117m（384 ft）
- グラウンド面積：14,300m2（開場当初の数値）
  - 開場当初は日本最大であった。フィールドシートの増設の際にファウルグラウンドが狭められたが、公式のグラウンド面積は発表されていない。
- フェンスの高さ：2.45 m（2002年まで3.2 m）

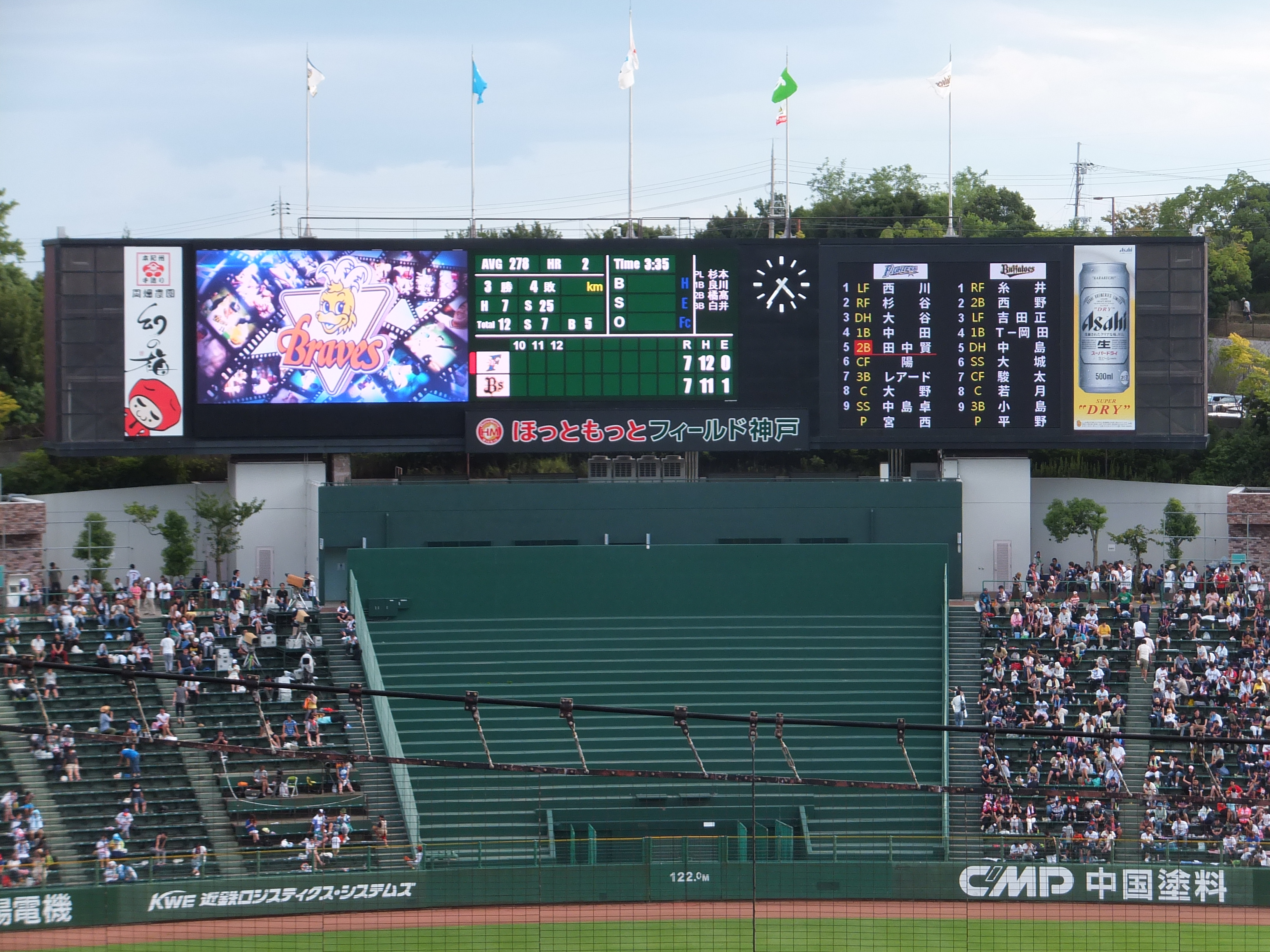
スコアボード（2015年中盤からの仕様）

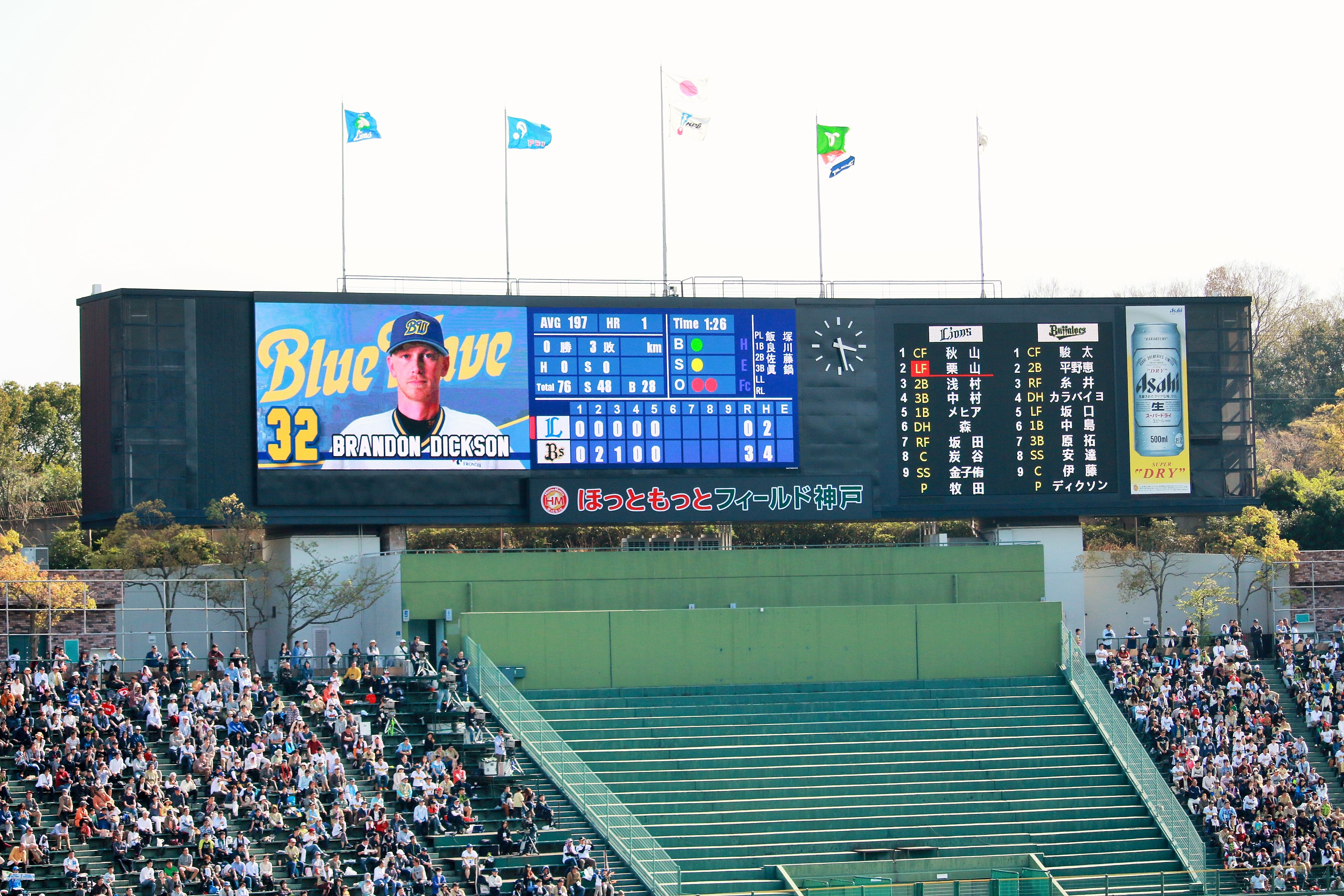
スコアボード（2015年初期の仕様、漢字の書体が日本のものではない。正しく表示されている審判欄と比較すると顕著）

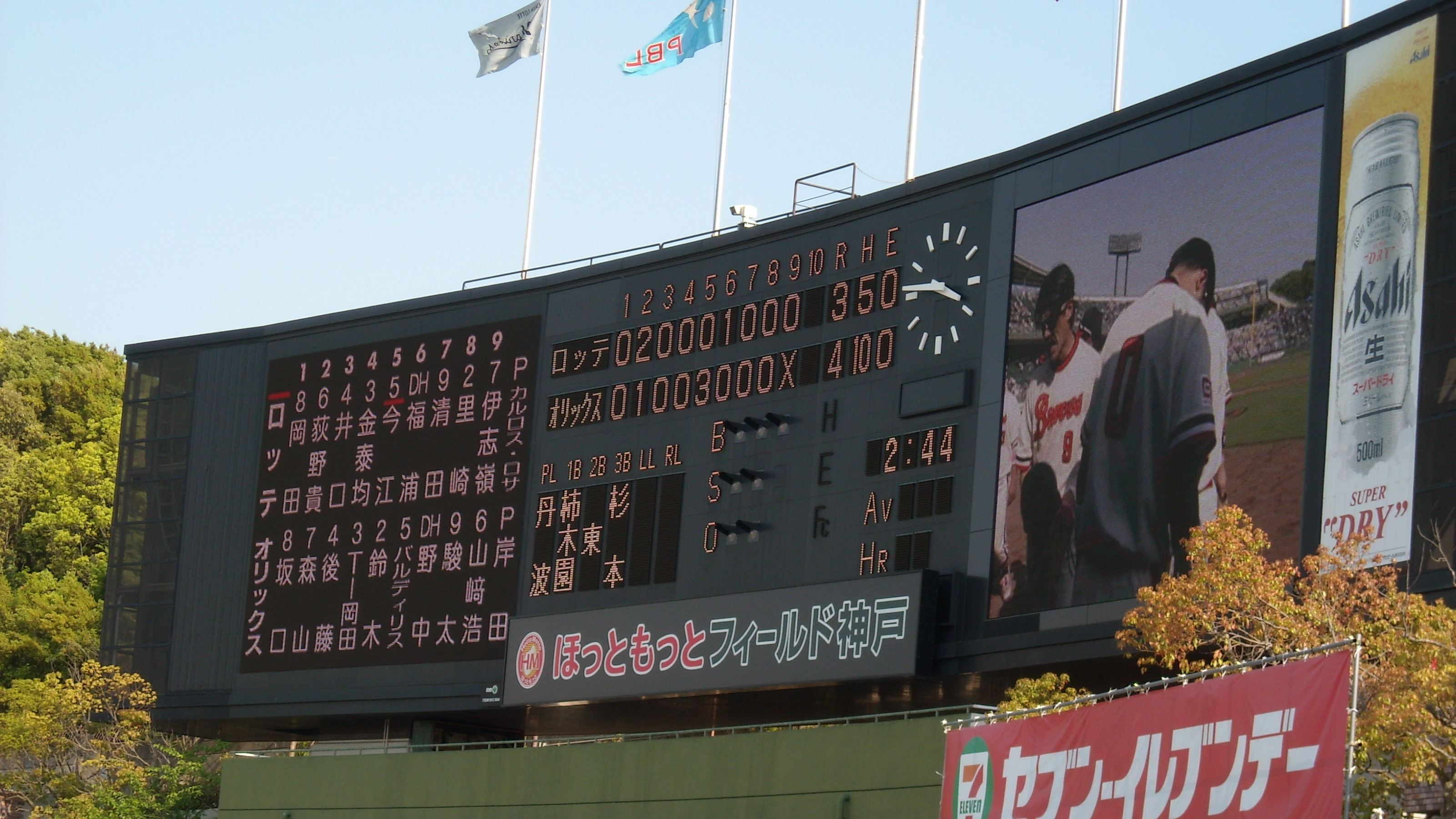
スコアボード（2014年までの仕様）

- スコアボード：フルカラーLED式大型映像装置2面
  - 左側がダクトロニクス製[25]（大きさ6.58m×23.41m）で、右側が三菱電機製オーロラビジョン（大きさ7.68m×9.92m）である。イニングランニングスコアは中央部分（左側映像装置の右半分）に表示し、スコア表示は9回までで延長時は一度画面をクリアしたうえで1回の箇所に10回を表示する。映像は主に左側（左側映像装置の左半分）に表示し、出場選手は右側映像装置全面に表示される。
    - 2014年までは左側に選手名、中央部に10回まで表記のイニングランニングスコア、右側が映像表示という配置であった。チーム名は日本語表記であった。開場当初は選手名とイニングランニングスコアが固定表示であったが、選手名表示部が2001年に大型映像装置（東芝ライテック製スーパーカラービジョン、大きさ7.32m×10.57m）に変更された。右側の大型映像装置は1991年にブルーウェーブが本拠地としてから放電管式のものが設置されたが、老朽化が進んだため、2007年頃に現行のLED式のものに置き換えられた。審判名表示部は下段左に設けられ、6人制対応。試合進行中は現在登板している投手の投球数を上からストライク（STRIKE）・ボール（BALL）・総投球数（TOTAL）の順に表示した。ボールカウント表示は下段中央に、信号灯を模して表示されていた。下段右には試合経過時間/スピードガン表示と、現打者の打率・本塁打数が表示された。
    - アマチュアの試合では、右側のオーロラビジョンは使用せず、スコア、選手名、審判名、ボールカウントなど全てを左側で表示する。選手名は左端かつ縦書き、スコアなどは右端とした、甲子園球場に似た配置としている。

  - スコアボードの両端に、それぞれ場内では唯一となるスピーカーが設けられている（内野スタンド側にはスピーカーはない）。

一塁側のファウルポール際にはグラウンド搬入口が設けられており、グラウンド整備用の車両などが出入りする。そのため、搬入口上部にある1階席上段部の座席はやや床面が高くなっているが、この部分はバファローズ主催ゲームで使用する場合「プレモルファミリーゾーン」として、家族で食事を楽しみながら試合を楽しめるようになっている（要予約）。
球場内ボランティアに、年配者を多く配している。
放送席の配置は、一塁側から順に新設部分として関西テレビ、J SPORTS、毎日放送、朝日放送、NHKとなっている。それ以外の局が中継する場合（対西武戦における文化放送など）は内野2階席に仮設の放送席を設けて対応する。
外野スタンドの外側には、総合運動公園の小さな丘の森があり、デーゲームで反対のバックネット側から見ると鮮やかな緑が美しく、天然芝の球場の美しさをより際立たせている。1995年のブルーウェーブの優勝がかかった対千葉ロッテマリーンズ戦、翌年1996年のリーグ優勝が決定した対日本ハムファイターズ戦では、球場に入りきれない観客十数名が、優勝の瞬間を見届けようと木によじ登ってまで観戦していた。
バックネット裏のコンコースには元オリックス監督の仰木彬を記念したレリーフがあり、2005年に亡くなる直前にバファローズナインに宛てたメッセージとともに展示されている。

### 内野天然芝
2000年（平成12年）には、内野にも天然芝が張られた。内外野ともに天然芝の球場は、かつては阪急西宮球場や後楽園球場、東京スタジアムなどでも見られたが、現在のところ、NPB球団の本拠地では当球場とMAZDA Zoom-Zoom スタジアム広島（マツダスタジアム）、宮城球場（楽天生命パーク宮城）、エスコンフィールドHOKKAIDO（エスコンフィールド）の4球場のみで、その他の日本のプロ野球開催の野球場としても宮崎県総合運動公園硬式野球場（KIRISHIMAサンマリンスタジアム宮崎）と鶴岡市小真木原野球場（鶴岡ドリームスタジアム）のみである。かつてはドーム化が計画されたこともあったが、当時、ブルーウェーブに在籍していたイチローが、「グリーンスタジアムは日本一の球場」と猛反対したこともあり断念した。イチローは現役時代はMLB移籍後も、オフシーズンの自主トレで本球場を使用していた。
なお、オリックス主催試合においては、一塁側のウェーティングサークルには球団ロゴマークがペインティングされている他、一塁側ベンチ上段にやはりオリックスの「Buffaloes」ロゴが書かれた小さい幕が張られている。なお、かつての阪神主催試合ではペインティングはなされたが、2011年（平成23年）4月の楽天主催試合ではペインティング等はされなかった（ただし、バックネット裏に「がんばろう（楽天球団ロゴ）東北」の幕が掲げられた）。

### イチローシート
イチローは1996年度以降、2004年度まで毎年神戸市の少年野球チームを一塁側カジュアルシート（20席分・140万円相当）に招待するイチローシートを実施していた。
1996年の設置当初は「阪神・淡路大震災の被災者に自分のプレーを間近で感じ取ってもらうことによって、勇気と希望を提供したい」という気持ちから設置してきたが、その後は地元神戸の少年野球選手たちに応援してもらった感謝の気持ち、そして野球を心の底から存分に楽しんでもらいたいということで神戸市の少年野球チームを招待してきた。
だが、2004年シーズン中に発覚した大阪近鉄バファローズとの合併計画で「自らの原点であるブルーウェーブが合併すること、そしてその名称が消滅することに自らが帰る球団が無くなった」とショックを覚えたこと、また試合数が大幅に減ってしまうことなどを考慮してイチローシートは解消されている。

## サブ球場
1991年（平成3年）にオリックスが神戸に本拠地を移転した際、当球場北側に所在する神戸流通業務団地の西側敷地にサブグラウンドとして建設されたのが、神戸総合運動公園サブ球場（こうべそうごううんどうこうえんサブきゅうじょう）である。
開場当初は当球場に倣い、愛称をグリーンスタジアム神戸サブ球場（略称:神戸サブ球場）としていたが、2003年（平成15年）に当球場に施設命名権が導入された際、サブ球場は売却の対象とならなかったことから、それ以降は現在に至るまで、神戸市の条例上の施設名称をそのまま使用している。神戸総合運動公園の敷地からは離れているものの、メイン球場と同様、施設は神戸市が所有し、オリックス野球クラブが管理許可制度に基づいた運営管理を行っている。
1999年（平成11年）までオリックスのファームが本拠地として使用し、主催のウエスタン・リーグ公式戦などを開催。2000年（平成12年）にファームが北区の北神戸田園スポーツ公園野球場（あじさいスタジアム北神戸）へ本拠地を移転して以降は公式戦の開催は長らく設定されず、もっぱら練習場として使用され、対外試合は教育リーグなどを数試合開催する程度にとどまっていた。その後2010年シーズンから2017年シーズンまで、再び公式戦が開催されるようになった（主に春季の4-6月にかけて行われるオリックス主管の試合。2016年度は8月を除く各月の主催試合を開催。舞洲移転後の2017年5月5日～7日に行われたオリックス対阪神3連戦を最後に公式戦開催はない。）。この他、一軍も試合前の練習などで使用するケースがある。またプロ野球の他、アマチュア野球や一般利用などにも供用されている。2014年6月14日には、四国アイランドリーグplusの徳島インディゴソックス対愛媛マンダリンパイレーツの試合（主催は徳島）が開催された。また同年7月1日にはベースボール・チャレンジ・リーグの富山GRNサンダーバーズとオリックス二軍の交流戦が、当初日程（砺波市野球場）が雨天中止となった振替として実施されている。
フィールドは1991年当時の当球場の規格を踏襲しており、ダッグアウトやブルペンなどの配置は当時のそれに類似している。開場当初は内野がクレー舗装、外野が天然芝、ファウルエリアが人工芝だったが、その後の改修で外野も人工芝に張り替えられた。なお人工芝は経年劣化のため、2009年（平成21年）に住友ゴム工業製のロングパイル型「ハイブリッドターフ」に張り替えられている。
2010年（平成22年）オフに改修工事が行われ、スタンドを全面改修してベンチ席を増席した他、磁気反転式とパネル式を併用していたスコアボードはLED方式に改修された。
2017年（平成29年）8月1日より、G-7ホールディングスが命名権を取得したのに伴い名称が「G7 STADIUM KOBE」に改められた。この頃、阪神タイガースの二軍本拠地の移転先候補として挙げられていたことがあった。

### 施設概要
- 両翼：99.1m、中堅：122m
- 内野：クレー舗装、外野・ファウルエリア：ロングパイル人工芝（住友ゴム工業製 ハイブリッドターフXP-50、パイル長50mm）
- 照明設備：なし
- スコアボード：LED方式
  - 2010年（平成22年）まで：スコア表示部・守備位置表示：磁気反転式、選手名・審判名表示部：パネル式
- 収容人数：1,000人（うちベンチ席890席、身障者席4席）

## 交通機関
- 神戸市営地下鉄西神・山手線 総合運動公園駅 徒歩すぐ
- 神戸淡路鳴門自動車道 布施畑インターチェンジ 約1.2 km
- 阪神高速道路北神戸線 布施畑西ランプ 約2.5 km
- 阪神高速道路神戸山手線 白川南ランプ 約2.7 km

1990年代半ばには、プロ野球公式戦開催時に明石駅や伊川谷駅から当球場への直行バスが神戸市交通局により運行されていたことがあるほか、地下鉄では1996年まで昼間にも運行されていた名谷行き電車を学園都市駅まで延長運行して観客輸送に当たっていた。